# Kevin McCrimmon
Kevin Mor McCrimmon (né en septembre 1941) est un mathématicien américain, spécialiste des algèbres de Jordan. Il est connu pour son introduction des algèbres quadratiques de Jordan en 1966.

## Biographie
Kevin McCrimmon est élève de l'école secondaire à Champaign-Urbana, dans l'Illinois puis obtient un B. Sc. en mathématiques en 1960 au Reed College de Portland (Oregon). Il obtient son Ph. D. à l'Université Yale en 1965 avec une thèse intitulée Norms and Noncommutative Jordan Algebras  dirigée par Nathan Jacobson.  McCrimmon passe sa dernière année en tant qu'étudiant diplômé à l'université de Chicago lorsque Nathan Jacobson y séjourne, en congé et  visite Chicago et le Japon durant l'année universitaire 1964-1965. En tant que postdoctorant, McCrimmon travaille au Massachusetts Institute of Technology de 1965 à 1967, pendant un an en tant que boursier postdoctoral du Air Force Research Laboratory et pendant l'année suivante en tant que C.L.E. Moore Instructor. En 1967 il rejoint le Centre d'études avancées de l'Université de Virginie (UVA), en 1968 il devient professeur associé à l'UVA, et en 1972, professeur titulaire à UVA, enfin professeur émérite. Il a été président du département de mathématiques de 1972 à 1975.

## Distinctions
McCrimmon a été boursier Sloan en 1968 et conférencier invité au Congrès international des mathématiciens en 1974 à Vancouver.  Il a passé plusieurs années sabbatiques en Europe . Il a été élu membre de l'American Mathematical Society en 2017.

## Publications (sélection)
- Kevin McCrimmon et R. D. Schafer, « On a class of noncommutative Jordan algebras », Proceedings of the National Academy of Sciences of the United States of America, vol. 56, no 1,‎ 1966, p. 1–4 (PMID 5338591, PMCID 285663, DOI 10.1073/pnas.56.1.1, Bibcode 1966PNAS...56....1M)
- Kevin McCrimmon, « A general theory of Jordan rings », Proceedings of the National Academy of Sciences of the United States of America, vol. 56, no 4,‎ 1966, p. 1072–1079 (PMID 16591377, PMCID 220000, DOI 10.1073/pnas.56.4.1072, Bibcode 1966PNAS...56.1072M)
- Kevin McCrimmon, « The radical of a Jordan algebra », Proceedings of the National Academy of Sciences of the United States of America, vol. 62, no 3,‎ 1969, p. 671–678 (PMID 16591736, PMCID 223650, DOI 10.1073/pnas.62.3.671, Bibcode 1969PNAS...62..671M)
- Kevin McCrimmon, « The Freudenthal-Springer-Tits constructions of exceptional Jordan algebras », Transactions of the American Mathematical Society, vol. 139,‎ 1969, p. 495–510 (DOI 10.2307/1995337, JSTOR 1995337)
- Kevin McCrimmon, « On Herstein's theorems relating Jordan and associative algebras », Journal of Algebra, vol. 13, no 3,‎ 1969, p. 382–392 (DOI 10.1016/0021-8693(69)90081-7)
- Kevin McCrimmon, « Noncommutative Jordan rings », Transactions of the American Mathematical Society, vol. 158,‎ 1971, p. 1–33 (DOI 10.1090/S0002-9947-1971-0310024-7)
- Kevin McCrimmon, « Inner ideals in quadratic Jordan algebras », Transactions of the American Mathematical Society, vol. 159,‎ 1971, p. 445–468 (DOI 10.1090/S0002-9947-1971-0279145-1)
- Kevin McCrimmon, « Jordan algebras and their applications », Bulletin of the American Mathematical Society, vol. 84, no 4,‎ 1978, p. 612–627 (DOI 10.1090/S0002-9904-1978-14503-0)
- Leslie Hogben et Kevin McCrimmon, « Maximal modular inner ideals and the Jacobson radical of a Jordan algebra », Journal of Algebra, vol. 68, no 1,‎ 1981, p. 155–169 (DOI 10.1016/0021-8693(81)90291-X)
- Kevin McCrimmon et Ephim Zel'manov, « The structure of strongly prime quadratic Jordan algebras », Advances in Mathematics, vol. 69, no 2,‎ 1988, p. 133–222 (DOI 10.1016/0001-8708(88)90001-1)
- A Taste of Jordan Algebras, Springer Science & Business Media, coll. « Universitext », 2006 (ISBN 0-387-95447-3, DOI 10.1007/b97489)[4],[5].